# 伊香色謎命
伊香色謎命（いかがしこめのみこと、生年不詳 - 崇神天皇元年1月13日以降）は、孝元天皇の妃、開化天皇の皇后。『日本書紀』の表記であり、『古事記』には内色許男命の娘で「伊迦賀色許売命（読み方同じ）」とある。父は大綜麻杵命で、母は高屋阿波良姫。同母兄に伊香色雄命がいる。彦太忍信命（父は孝元天皇。武内宿禰の祖父〈記では父〉。磐之媛命の高祖父〈記では曾祖父〉）・崇神天皇（父は開化天皇）の母。
孝元天皇2年、孝元天皇の妃となった。開化天皇6年1月14日、亡夫孝元天皇と叔母（伯母）・皇后欝色謎命の皇子である開化天皇の皇后となった。崇神天皇元年1月13日、崇神天皇の即位と同日に皇太后となった。

## 系譜
- 父方の祖父：大矢口宿禰命（饒速日命の4世孫乃至5世孫）
- 父方の祖母：坂戸由良都姫
  - 父：大綜麻杵命
  - 母：高屋阿波良姫
    - 同母兄：伊香色雄命
- 夫：孝元天皇
  - 子：彦太忍信命
    - 孫：屋主忍男武雄心命（紀のみ）・武内宿禰（紀では屋主忍男武雄心命の子）
- 夫：開化天皇
  - 子：崇神天皇・御真津比売命
    - 孫：垂仁天皇（崇神天皇の皇子）・八坂入彦命（崇神天皇の皇子。八坂入媛命の父）

## 神社
- 伊加加志神社（徳島県吉野川市川島町）式内社